# Phare de Landahóll
Le phare de Landahóll (en islandais : Landahólsviti) est un phare situé dans la région d'Austurland. Il marque l'entrée du Stöðvarfjörður.